# Nacionalinis finalas 2008
L'ottava edizione di Nacionalinis finalas si è svolta dal 12 gennaio al 2 febbraio 2008 e ha selezionato il rappresentante della Lituania all'Eurovision Song Contest 2008 a Belgrado.
Il vincitore è stato Jeronimas Milius con Nomads in the Night, che all'Eurovision si è piazzato al 16º posto su 19 partecipanti con 30 punti totalizzati nella seconda semifinale, non riuscendo a qualificarsi per la finale.

## Organizzazione
L'emittente pubblica LRT ha optato per l'organizzazione di un programma di selezione per la sua nona partecipazione eurovisiva. L'edizione 2007 si è articolata, come la precedente, in più serate: tre semifinali, ciascuna con 10 o 12 partecipanti, da cui, in base al voto combinato di giuria e televoto, quattro artisti per serata hanno avuto accesso alla finale, e una serata finale con i 12 artisti qualificati più 2 pre-qualificati. Il risultato della finale è stato decretato esclusivamente tramite televoto. Nacionalinis finalas è stato sostituito nel 2009 dal nuovo format Lietuvos dainų daina.

## Partecipanti
Gli artisti interessati hanno avuto modo di inviare all'emittente le proprie proposte dal 29 ottobre al 10 dicembre 2007. Il 5 gennaio 2008 sono state rese pubbliche le 36 canzoni accettate per prendere parte alle serate dal vivo, scese poi a 34 dopo il ritiro di Vudis & Grūdas e la squalifica dei Suicide DJ's. Fra i partecipanti c'è Julija Ritčik, frontwoman dei 4FUN, vincitori dell'edizione 2007.
| Artista              | Brano                     | Compositori                                            |
| -------------------- | ------------------------- | ------------------------------------------------------ |
| Aistė Pilvelytė      | Troy on Fire              | Rafael Artesero                                        |
| Angelas              | Little Sunshine           | Ramūnas Grybauskas                                     |
| Asta                 | Man vis tiek              | Asta Kairytė                                           |
| Augustė              | Do Somethin'              | Augustė Vedrickaitė                                    |
| Buzzer's             | Tell Me                   | Ričardas Mikalajūnas                                   |
| Cisco Kid            | 1 Million Euros           | Lex de Groot, Johan De Maeyer, Francis van Mechelen    |
| Eglė Lokytė          | Message in the Sky        | Linas Adomaitis                                        |
| Face Time            | Celebrate                 | Jurgis Brūzga, Eduardas Armonas                        |
| Flaer                | New Love Story            | Adomas Stančikas                                       |
| Flaxon               | Lietuva man kaip Paryžius | Simonas Patkevičius                                    |
| Funny Beat           | Evertown                  | Linas Adomaitis, Camden-MS                             |
| Gyvai                | Paukštis                  | Milda Krikščiūnaitė                                    |
| Ingrida Paukštytė    | I Will Fight              | Ingrida Paukštytė, Vladas Grankinas                    |
| Ingrida Žiliūtė      | You & I                   | Marijus Adomaitis                                      |
| Jeronimas Milius     | Nomads in the Night       | Jeronimas Milius, Vytautas Diškevičius                 |
| Julija & Girma       | To My Soul                | Julija Ritčik                                          |
| Justina Adeikytė     | Calling Your Name         | Justina Adeikytė, Laura Remeikienė                     |
| Justinas Lapatinskas | Muziką garsiau!           | Oleg Jerochin, Eimantas Gardauskas                     |
| Kaštonai             | The Farmer's Daughter     | Aušrys Kriščiūnas, Povilas Sabaliauskas, Oleg Semionov |
| Kristina Botyriūtė   | Life Is Joyful            | Kristina Botyriūtė                                     |
| Laiptai              | Aš rasiu                  | Rūta Lukoševičiūtė, Audrius Grinevičius                |
| Mini Me              | Yes                       | Eglė Junevičiūtė, Lukas Pačkauskas                     |
| MyMagic              | Lady                      | Stefan Engel, Georgios Kalpakidis                      |
| Nerri                | Step into This World      | Neringa Žiliūtė, Andrius Bernatonis                    |
| Onsa                 | What's Wrong              | Tautrimas Rupulevičius                                 |
| Pokeris              | Stone                     | Kamilė Kielaitė, Laimonas Vaižvila                     |
| Raimonda Masiulytė   | Birdie's Tweet            | Raimonda Masiulytė, Oleg Jerochin                      |
| Sasha Son            | Miss Kiss                 | Egidijus Dragūnas                                      |
| Skyders              | Neo(e)litas               | Justas Jarutis, Tomas Šileika                          |
| Slapjack             | Light                     | Dalius Pletnovias                                      |
| Sweetness Theory     | Sun in Her Eyes           | Artūros Bulota, Šarūnas Kramilius                      |
| Trylika              | I Deceive You             | Darius Juška                                           |
| Vilma Voroblevaitė   | Vakaras                   | Vilma Voroblevaitė                                     |
| Wake Up              | Don't Stop Me             | Aušra Sutkauskaitė                                     |

## Semifinali
| #  | Artista              | Titolo                | Punteggio | Punteggio | Punteggio | Punteggio | Posizione |
| #  | Artista              | Titolo                | Giuria    | Televoto  | Televoto  | Totale    | Posizione |
| -- | -------------------- | --------------------- | --------- | --------- | --------- | --------- | --------- |
| 1  | Justinas Lapatinskas | Muziką garsiau!       | 30        | 236       | 9         | 39        | 3         |
| 2  | Kaštonai             | The Farmer's Daughter | 2         | 137       | 3         | 5         | 11        |
| 3  | Cisco Kid            | 1 Million Euros       | 17        | 172       | 6         | 23        | 8         |
| 4  | Onsa                 | What's Wrong          | 14        | 115       | 0         | 14        | 10        |
| 5  | Laiptai              | Aš rasiu              | 7         | 890       | 30        | 37        | 4         |
| 6  | Eglė Lokytė          | Message in the Sky    | 15        | 283       | 12        | 27        | 7         |
| 7  | Gyvai                | Paukštis              | 13        | 678       | 24        | 37        | 4         |
| 8  | Buzzer's             | Tell Me               | 0         | 119       | 0         | 0         | 12        |
| 9  | Vilma Voroblevaitė   | Vakaras               | 24        | 463       | 18        | 42        | 2         |
| 10 | Asta                 | Man vis tiek          | 1         | 473       | 21        | 22        | 9         |
| 11 | Wake Up              | Don't Stop Me         | 15        | 297       | 15        | 30        | 6         |
| 12 | Jeronimas Milius     | Nomads in the Night   | 36        | 2 394     | 36        | 72        | 1         |

| #  | Artista            | Titolo                    | Punteggio | Punteggio | Punteggio | Punteggio | Posizione |
| #  | Artista            | Titolo                    | Giuria    | Televoto  | Televoto  | Totale    | Posizione |
| -- | ------------------ | ------------------------- | --------- | --------- | --------- | --------- | --------- |
| 1  | Kristina Botyriūtė | Life Is Joyful            | 8         | 280       | 12        | 20        | 8         |
| 2  | Face Time          | Celebrate                 | 20        | 306       | 15        | 25        | 6         |
| 3  | Angelas            | Little Sunshine           | 3         | 85        | 3         | 6         | 10        |
| 4  | Funny Beat         | Evertown                  | 22        | 889       | 24        | 46        | 3         |
| 5  | Sasha Son          | Miss Kiss                 | 36        | 1 738     | 36        | 72        | 1         |
| 6  | Flaer              | New Love Story            | 12        | 227       | 9         | 21        | 7         |
| 7  | Ingrida Žiliūtė    | You & I                   | 20        | 348       | 18        | 38        | 4         |
| 8  | Raimonda Masiulytė | Birdie's Tweet            | 30        | 1 150     | 30        | 60        | 2         |
| 9  | Flaxon             | Lietuva man kaip Paryžius | 7         | 122       | 6         | 13        | 9         |
| 10 | Justina Adeikytė   | Calling Your Name         | 16        | 698       | 21        | 37        | 5         |

| #  | Artista           | Titolo               | Punteggio | Punteggio | Punteggio | Punteggio | Posizione |
| #  | Artista           | Titolo               | Giuria    | Televoto  | Televoto  | Totale    | Posizione |
| -- | ----------------- | -------------------- | --------- | --------- | --------- | --------- | --------- |
| 1  | Slapjack          | Light                | 16        | 280       | 12        | 28        | 7         |
| 2  | MyMagic           | Lady                 | 17        | 306       | 15        | 32        | 5         |
| 3  | Skyders           | Neo(e)litas          | 16        | 122       | 6         | 22        | 8         |
| 4  | Ingrida Paukštytė | I Will Fight         | 4         | 227       | 9         | 13        | 9         |
| 5  | Sweetness Theory  | Sun in Her Eyes      | 11        | 348       | 18        | 29        | 6         |
| 6  | Nerri             | Step into This World | 17        | 889       | 24        | 41        | 3         |
| 7  | Trylika           | I Deceive You        | 9         | 85        | 3         | 12        | 10        |
| 8  | Augustė           | Do Somethin'         | 36        | 1 150     | 30        | 66        | 1         |
| 9  | Pokeris           | Stone                | 20        | 698       | 21        | 41        | 3         |
| 10 | Mini Me           | Yes                  | 28        | 1 738     | 36        | 64        | 2         |

## Finale
La finale si è svolta il 2 febbraio 2008 e ha visto competere i 12 artisti qualificati dalle semifinali e i 2 artisti pre-qualificati: Aistė Pilvelytė con Troy on Fire e Julija & Girma con To My Soul.
| #  | Artista              | Titolo               | Televoti | Posizione |
| -- | -------------------- | -------------------- | -------- | --------- |
| 1  | Ingrida Žiliūtė      | You and I            | 638      | 9         |
| 2  | Vilma Voroblevaitė   | Vakaras              | 247      | 14        |
| 3  | Julija & Girma       | To My Soul           | 466      | 12        |
| 4  | Laiptai              | Aš rasiu             | 1 216    | 8         |
| 5  | Funny Beat           | Evertown             | 1 677    | 7         |
| 6  | Augustė              | Do Somethin'         | 5 145    | 6         |
| 7  | Mini Me              | Yes                  | 5 936    | 5         |
| 8  | Pokeris              | Stone                | 633      | 10        |
| 9  | Justinas Lapatinskas | Muziką garsiau!      | 299      | 13        |
| 10 | Jeronimas Milius     | Nomads in the Night  | 11 674   | 1         |
| 11 | Aistė Pilvelytė      | Troy on Fire         | 11 242   | 2         |
| 12 | Sasha Son            | Miss Kiss            | 8 306    | 3         |
| 13 | Raimonda Masiulytė   | Birdie's Tweet       | 7 391    | 4         |
| 14 | Nerri                | Step into This World | 610      | 11        |